# Purple Disco Machine
Tino Piontek (Drezda, NDK, 1980. február 12. - ), más néven Tino Schmidt, leginkább ismert álnevén Purple Disco Machine, német nu-disco és house-producer, DJ, dalszerző.

## Élete
Drezdában született 1980-ban, és a Német Demokratikus Köztársaságban nőtt fel. Kilenc éves korában leomlott a berlini fal, a két Németország pedig egyesült.
1996-ban kezdte el írni első dalait a Cubase nevű programmal és szintetizátorokkal. Ekkoriban fedezte fel a house műfajt is a drezdai éjszakai életben. Később ő maga is DJ lett, 2012-től pedig megjelentek saját szerzeményei is. Debütáló lemeze 2017-ben jelent meg a Sony Music Entertainment gondozásában.
Művésznevét Prince "Purple Rain" című slágeréből valamint a Miami Sound Machine-ból rakta össze.
Első nagy sikere a 2020 augusztusában megjelent "Hypnotized" volt, amit Sophie and the Giants-szel közösen rögzített, és amk többszörös arany- és platinalemez lett. Második nagylemeze, az Exotica 2021 októberében jelent meg. Ugyanekkor Purple Disco Tales címmel péntek esti rádióműsora indult a SiriusXM-en.
2023-ban Emmy-díjat kapott Lizzo "About Damn Time" című dalának remixeléséért. Közben sorra adta ki a slágereket, amik közül a "Fireworks", a "Dopamine", az "In the Dark" és a "Substitution" lettek különösen sikeresek. 2024-ben megjelent harmadik nagylemeze, a "Paradise".

## Magánélete
Drezdában él feleségével és két gyerekével. A Bayern München szurkolója. Apja lemezgyűjtő volt és ő avatta be a diszkó és a funkyzene világába.

## Diszkográfia

### Nagylemezek
- Soulmatic (2017)
- Exotica (2021)
- Paradise (2024)

### Remixalbumok
- Club Exotica (2021)
- Discotheque (2021)

### Középlemezek
- Sgt. Killer (2011)
- Purple Pianos (2015)
- RPMD (2015)
- Tank Drop (2015)
- Walls (2016)
- Emotion (2019)

### Kislemezek
| Cím                                                             | Év   | Legjobb slágerlistás helyezés | Legjobb slágerlistás helyezés | Legjobb slágerlistás helyezés | Legjobb slágerlistás helyezés | Legjobb slágerlistás helyezés | Legjobb slágerlistás helyezés | Legjobb slágerlistás helyezés | Legjobb slágerlistás helyezés | Legjobb slágerlistás helyezés | Díjak | Album     |
| Cím                                                             | Év   | [ 11 ]                        | [ 12 ]                        | [ 13 ]                        | [ 14 ]                        | [ 15 ]                        | [ 16 ]                        | [ 17 ]                        | [ 18 ]                        | [ 19 ]                        | Díjak | Album     |
| --------------------------------------------------------------- | ---- | ----------------------------- | ----------------------------- | ----------------------------- | ----------------------------- | ----------------------------- | ----------------------------- | ----------------------------- | ----------------------------- | ----------------------------- | --- | --------- |
| "Let It Whip"                                                   | 2012 | —                             | —                             | —                             | —                             | —                             | —                             | —                             | —                             | —                             | |           |
| "Need Someone"                                                  | 2013 | —                             | —                             | —                             | —                             | —                             | —                             | —                             | —                             | —                             | |           |
| "My House / These Sheets" (km. James Silk)                      | 2013 | —                             | —                             | —                             | —                             | —                             | —                             | —                             | —                             | —                             | |           |
| "Move or Not"                                                   | 2013 | —                             | —                             | —                             | —                             | —                             | —                             | —                             | —                             | —                             | |           |
| "People" (km. Teenage Mutants)                                  | 2014 | —                             | —                             | —                             | —                             | —                             | —                             | —                             | —                             | —                             | |           |
| "Something About Us"                                            | 2014 | —                             | —                             | —                             | —                             | —                             | —                             | —                             | —                             | —                             | |           |
| "Musique"                                                       | 2014 | —                             | —                             | —                             | —                             | —                             | —                             | —                             | —                             | —                             | |           |
| "Get Lost" (km. Teenage Mutants)                                | 2015 | —                             | —                             | —                             | —                             | —                             | —                             | —                             | —                             | —                             | |           |
| "Soul So Sweet" (km. Natalie Conway)                            | 2015 | —                             | —                             | —                             | —                             | —                             | —                             | —                             | —                             | —                             | |           |
| "L.O.V.E." (km. Boris Dlugosch)                                 | 2015 | —                             | —                             | —                             | —                             | —                             | —                             | —                             | —                             | —                             | |           |
| "Set It Out" (km. Boris Dlugosch)                               | 2016 | —                             | —                             | —                             | —                             | —                             | —                             | —                             | —                             | —                             | |           |
| "Sambal"                                                        | 2016 | —                             | —                             | —                             | —                             | —                             | —                             | —                             | —                             | —                             | |           |
| "Counting on Me" (km. Airplane és Aloe Blacc)                   | 2016 | —                             | —                             | —                             | —                             | —                             | —                             | —                             | —                             | —                             | |           |
| "Body Funk"                                                     | 2017 | —                             | —                             | —                             | —                             | —                             | —                             | —                             | —                             | —                             | | Soulmatic |
| "Devil in Me" (km. Joe Killington és Duane Harden)              | 2017 | —                             | —                             | —                             | 88                            | —                             | —                             | —                             | —                             | —                             | - Platinalemez                                                                                                   | Soulmatic |
| "Dished (Male Stripper)"                                        | 2018 | —                             | —                             | 36                            | —                             | —                             | —                             | —                             | —                             | —                             | |           |
| "Encore" (km. Baxter)                                           | 2018 | —                             | —                             | —                             | —                             | —                             | —                             | —                             | —                             | —                             | | Soulmatic |
| "Love for Days" (km. Boris Dlugosch és Karen Harding)           | 2018 | —                             | —                             | —                             | —                             | —                             | —                             | —                             | —                             | —                             | | Soulmatic |
| "In My Arms"                                                    | 2020 | —                             | —                             | —                             | —                             | —                             | —                             | —                             | —                             | —                             | |           |
| "Hypnotized" (km. Sophie and the Giants)                        | 2020 | 11                            | 23                            | 9                             | 61                            | 2                             | 7                             | 1                             | 6                             | 18                            | - 3x aranylemez - Aranylemez - 5× Platinalemez - 2× Platinalemez - Platinalemez - Gyémántlemez - 3× Platinalemez | Exotica   |
| "Exotica" (km. Mind Enterprises)                                | 2020 | —                             | —                             | —                             | —                             | —                             | —                             | —                             | —                             | —                             | | Exotica   |
| "Fireworks" (km. Moss Kena & The Knocks)                        | 2021 | 32                            | 34                            | 15                            | —                             | 42                            | —                             | 5                             | 26                            | 83                            | - Platinalemez - Platinalemez - Aranylemez                                                                       | Exotica   |
| "Playbox"                                                       | 2021 | —                             | —                             | —                             | —                             | —                             | —                             | —                             | —                             | —                             | | Exotica   |
| "Dopamine" (km. Eyelar)                                         | 2021 | 34                            | 52                            | 12                            | 192                           | 97                            | 25                            | 5                             | —                             | —                             | - Aranylemez - Aranylemez - Platinalemez - Aranylemez - Aranylemez                                               | Exotica   |
| "Rise" (km. Tasita D'Mour)                                      | 2021 | —                             | —                             | —                             | —                             | —                             | —                             | —                             | —                             | —                             | | Exotica   |
| "In the Dark" (km. Sophie and the Giants)                       | 2022 | 12                            | 26                            | 3                             | 76                            | 68                            | 3                             | 2                             | 9                             | 40                            | - Aranylemez - Platinalemez - Platinalemez - Aranylemez - Platinalemez - Platinalemez                            | Exotica   |
| "Twisted Mind" (km. Agnes)                                      | 2022 | —                             | —                             | —                             | —                             | —                             | —                             | —                             | —                             | —                             | | Exotica   |
| "Substitution" (km. Kungs és Julian Perretta)                   | 2023 | 18                            | 18                            | 2                             | 26                            | 47                            | 19                            | 3                             | 7                             | 19                            | - Aranylemez - Platinalemez - Platinalemez - Platinalemez - Platinalemez - Platinalemez - 3× Platinalemez        | Paradise  |
| "Bad Company"                                                   | 2023 | —                             | —                             | —                             | —                             | —                             | —                             | —                             | —                             | —                             | | Paradise  |
| "Paradise" (km. Sophie and the Giants)                          | 2023 | —                             | —                             | —                             | —                             | —                             | —                             | —                             | —                             | —                             | | Paradise  |
| "Something on My Mind" (km. Duke Dumont és Nothing but Thieves) | 2023 | —                             | —                             | 4                             | —                             | —                             | ―                             | —                             | —                             | —                             | | Paradise  |
| "Beat of Your Heart" (km. Àsdìs)                                | 2024 | 50                            | —                             | 11                            | —                             | —                             | —                             | 8                             | —                             | —                             | | Paradise  |
| "Higher Ground" (km. Roosevelt)                                 | 2024 | —                             | —                             | —                             | —                             | —                             | —                             | —                             | —                             | —                             | | Paradise  |
| "Honey Boy" (km. Benjamin Ingrosso, Nile Rodgers és Shenseea)   | 2024 | —                             | —                             | —                             | —                             | —                             | —                             | 6                             | —                             | —                             | | Paradise  |
| "Heartbreaker" (km. Chromeo)                                    | 2024 | —                             | —                             | —                             | —                             | —                             | —                             | —                             | —                             | —                             | | Paradise  |
| "—" azt jelenti, hogy nem ért el az adott listán helyezést      |      |                               |                               |                               |                               |                               |                               |                               |                               |                               | |           |

## Forráshivatkozások
1. ↑  Purple Disco Machine - ALDA (amerikai angol nyelven). (Hozzáférés: 2024. október 2.)
2. ↑  Tino Piontek (angol nyelven). FilmAffinity. (Hozzáférés: 2024. október 2.)
3. ↑  WE ARE "Simply Saxony.": Tino Piontek (angol nyelven). www.simply-saxony.com. (Hozzáférés: 2024. október 2.)
4. ↑  https://www.djtimes.com/2018/01/purple-disco-machine-soul
5. ↑  Swingle, Emily: Purple Disco Machine: "The LGBTQ+ community is so welcoming towards me" (brit angol nyelven). GAY TIMES, 2023. július 25. (Hozzáférés: 2024. október 2.)
6. ↑  Purple Disco Machine goes platinum with 'Hypnotized' (angol nyelven). defected.com. (Hozzáférés: 2024. október 2.)
7. ↑  Kolgraf, Jackie: Dance to classic & contemporary disco during Purple Disco Machine's new SiriusXM show (angol nyelven). SiriusXM, 2021. március 1. (Hozzáférés: 2024. október 2.)
8. ↑  65th Annual GRAMMY Awards | GRAMMY.com. grammy.com. (Hozzáférés: 2024. október 2.)
9. ↑  Purple Disco Machine: "I have a bionic finger" (angol nyelven). Square Mile, 2020. május 5. (Hozzáférés: 2024. október 2.)
10. ↑  Masood, Saad: Purple Disco Machine Celebrates 10 Years of Music on His Debut One Mix [INTERVIEW] (angol nyelven). EDM.com - The Latest Electronic Dance Music News, Reviews & Artists, 2019. január 31. (Hozzáférés: 2024. október 2.)
11. ↑  Discographie von Purple Disco Machine. GfK Entertainment. (Hozzáférés: 2020. március 13.)
12. ↑  Das österreichische Hitparaden- und Musik-Portal. austriancharts.at. (Hozzáférés: 2024. október 2.)
13. ↑  Discographie Purple Disco Machine. hitparade.ch. (Hozzáférés: 2020. december 31.)
14. ↑  Classifiche - FIMI (it-IT nyelven). www.fimi.it. (Hozzáférés: 2020. december 19.)
15. ↑  Purple Disco Machine & Sophie And The Giants – Hypnotized. Dutchcharts.nl. (Hozzáférés: 2021. október 23.)
16. ↑  Peak chart positions for singles in Poland:

  - "Hypnotized": AirPlay Top: 21.11. – 27.11.2020 (lengyel nyelven). ZPAV. [2021. március 3-i dátummal az eredetiből archiválva]. (Hozzáférés: 2020. december 19.)
  - "Fireworks": AirPlay Top: 17.04. – 23.04.2021 (lengyel nyelven). ZPAV. [2022. április 25-i dátummal az eredetiből archiválva]. (Hozzáférés: 2021. április 26.)
  - "Dopamine": AirPlay Top: 06.11. – 12.11.2021 (lengyel nyelven). ZPAV. [2023. április 15-i dátummal az eredetiből archiválva]. (Hozzáférés: 2021. november 15.)
  - "In the Dark": AirPlay Top: 09.04. – 15.04.2022 (lengyel nyelven). ZPAV. (Hozzáférés: 2022. április 19.)[halott link]
  - "Substitution": OLiS – oficjalna lista airplay (lengyel nyelven). OLiS. (Hozzáférés: 2023. július 17.)
  - "Beat of Your Heart": OLiS – oficjalna lista airplay (lengyel nyelven). OLiS. (Hozzáférés: 2024. április 2.)
  - "Honey Boy": OLiS – oficjalna lista airplay (lengyel nyelven). OLiS. (Hozzáférés: 2024. július 29.)
17. ↑  lightmedia.hu: Hivatalos magyar slágerlisták. slagerlistak.hu. (Hozzáférés: 2024. október 13.)
18. ↑  Purple Disco Machine & Sophie And The Giants - Hypnotized - hitparade.ch. hitparade.ch. (Hozzáférés: 2020. december 19.)
19. 1 2 3 4
20. 1 2 3 4  Gold-/Platin-Datenbank (Purple Disco Machine) (német nyelven). Bundesverband Musikindustrie. (Hozzáférés: 2023. március 24.)
21. ↑  Albums and singles certified Platinum in 2021 (német nyelven). IFPI Austria. (Hozzáférés: 2021. április 10.)
22. 1 2 3 4 5  Italian single   certifications – Purple Disco Machine (olasz nyelven). Federazione Industria Musicale Italiana. (Hozzáférés: 2023. november 6.) Válaszd ki a "Tutti gli anni" sort az "Anno" lenyíló menüben. Válaszd ki a(z) "Purple Disco Machine" a "Filtra" mezőben. Válaszd ki a(z) "Singoli online" a "Sezione" alatt.
23. 1 2 3 4 5  Austrian    certifications – Purple Disco Machine (német nyelven). IFPI Austria. (Hozzáférés: 2024. február 14.)
24. 1 2 3
25. ↑  French single   certifications – Sophie and the Giants – Hypnotized (francia nyelven). Syndicat National de l’Édition Phonographique. (Hozzáférés: 2024. július 13.)
26. 1 2 3 4 5  Polish    certifications – Purple Disco Machine (lengyel nyelven). Polish Society of the Phonographic Industry. (Hozzáférés: 2024. július 3.)
27. ↑  Rise (feat. Tasita D'Mour) - Single by Purple Disco Machine on Apple Music. Apple Music. (Hozzáférés: 2022. január 30.)
28. ↑  Purple Disco Machine & Kungs - Substitution (német nyelven). mix1.de. (Hozzáférés: 2023. április 1.)
29. ↑  Top Singoli – Classifica settimanale WK 33 (olasz nyelven). Federazione Industria Musicale Italiana. (Hozzáférés: 2023. augusztus 19.)
30. ↑  Albums and singles certified Platinum in 2024 (holland nyelven). Ultratop. (Hozzáférés: 2024. június 12.)
31. ↑  Lastlings, Romy, Ta-ku, Skeleten, SMAK, Zion Garcia + More Purple Sneakers Best New Music. Purple Sneakers, 2023. június 9. (Hozzáférés: 2023. június 9.)
32. ↑  "Paradise - Single" von Sophie and the Giants & Purple Disco Machine. Apple Music. (Hozzáférés: 2023. június 16.)
33. ↑  Meaning of Something On My Mind by Purple Disco Machine, Duke Dumont & Nothing But Thieves. Songtell, 2023. szeptember 8. (Hozzáférés: 2023. szeptember 10.)
34. ↑  @PurpleDiscoM: Purple Disco Machine x ÀSDÌS "BEAT OF YOUR HEART"🫀January 26th. (Hozzáférés: 2024. január 15.)
35. ↑  Shenseea Teams Up With Purple Disco Machine For 'Honey Boy'. Kaieteur News, 2024. május 5. (Hozzáférés: 2024. május 5.)